# Condado de Ryki
Condado de Ryki (polaco: powiat rycki) é um powiat (condado) da Polónia, na voivodia de Lublin. A sede do condado é a cidade de Ryki. Estende-se por uma área de 615,54 km², com 60 085 habitantes, segundo o censo de 2005, com uma densidade de 97,25 hab/km².

## Divisões admistrativas
O condado possui:
Comunas urbanas: Dęblin
Comunas urbana-rurais: Ryki
Comunas rurais: Kłoczew, Nowodwór, Stężyca, Ułęż
Cidades: Dęblin, Ryki

## Demografia
População (dados de 30 de Junho de 2005):
|          | Total   | Total | Mulheres | Mulheres | Homens  | Homens |
| -------- | ------- | ----- | -------- | -------- | ------- | ------ |
|          | pessoas | %     | pessoas  | %        | pessoas | %      |
| Total    | 59 859  | 100   | 29 886   | 49,9     | 29 973  | 50,1   |
| Cidades  | 28 252  | 100   | 14 139   | 50       | 14 113  | 50     |
| Povoados | 31 607  | 100   | 15 747   | 49,8     | 15 860  | 50,2   |